# 西園鹽場
西園鹽場，是一個位在金門縣金沙鎮西園里、已廢止運作的鹽場。

## 歷史
1297年（元朝大德元年），金門地區開始設立鹽場。
1933年（民國二十二年），福建省鹽務局以金門鹽產量稀少、運輸不便、運費昂貴等而不符經濟效益為由，剷除鹽場。
1938年，日軍佔領當局在西園建造新式鹽田。1946年，鹽務局又因成本效益等因素剷除鹽場，後經西園村居民陳情具結，准予保留鹽田中之結晶池。
1949年國府遷台後，為供應當地軍民日常所需，政府決定修復西園鹽場；後來，因成本高且品質不如臺灣本島所產，於1995年關廠停產。

## 鐵路
該鹽場築有運輸用之輕便鐵路，現已荒廢且逐漸消失。

## 紀念
- 西園鹽場文化館[4]

## 外部連結
- 西園鹽場文化館| 金門觀光旅遊網